# 貴陽路駅
貴陽路駅（きようろえき、中文表記: 贵阳路站、英文表記: Guiyang Road Station）は、中華人民共和国安徽省合肥市包河区貴陽路と雲南路の交差点に位置する合肥軌道交通5号線の駅。2020年12月26日に開業。

## 沿革
- 2020年12月26日　5号線（望湖城西駅-当駅間）の開通とともに駅開業

## 駅構造
- 雲南路の南北方向に沿って配置されている。
- 島式ホーム1面2線で、ホーム幅は11m[2]

| B1 | コンコース | 出入口、駅窓口、自動券売機、サービスデスク |   |
| B2 |            | ■5号線望湖城西方面(浜湖竹園)               | → |
| B2 | 島式ホーム |                                            |   |
| B2 |            | ■5号線望湖城西方面 (浜湖竹園)              | → |

## 隣の駅
■5号線
浜湖竹園駅 - 貴陽路駅 - （終点）